# لاسکو

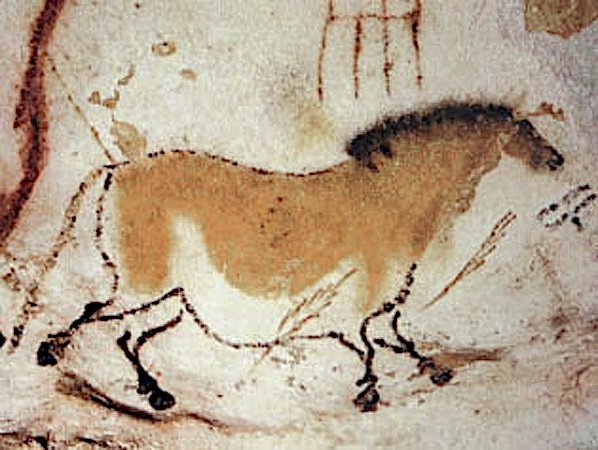
تصویری از یک اسب در دیواره‌های غارهای لاسکو

لاسکو (فرانسوی: Lascaux‎) نام مکان مجموعه‌ای از غارهای واقع در جنوب‌غربی فرانسه است که به خاطر وجود غارنگاره‌هایی در آن که به دوران پارینه‌سنگی می‌رسند، نامدار است غارهای اصلی در نزدیکی روستای مونتینیاک در شهرستان دوردون قرار دارند. درون این غارها تعدادی از بهترین هنرهای دوره پارینه‌سنگی نوین وجود دارند. این نگاره‌ها قدمتی برابر با ۱۷٬۳۰۰ سال دارند.
نگاره‌های درون غار اغلب تصاویری از جانوران بزرگ، که بیشترشان از روی سنگواره‌های به دست آمده در نزدیکی غارها شناسایی شدند، هستند. در ۱۹۷۹، لاسکو به عنوان یکی از میراث‌های جهانی یونسکو برگزیده شد.

## تاریخچه

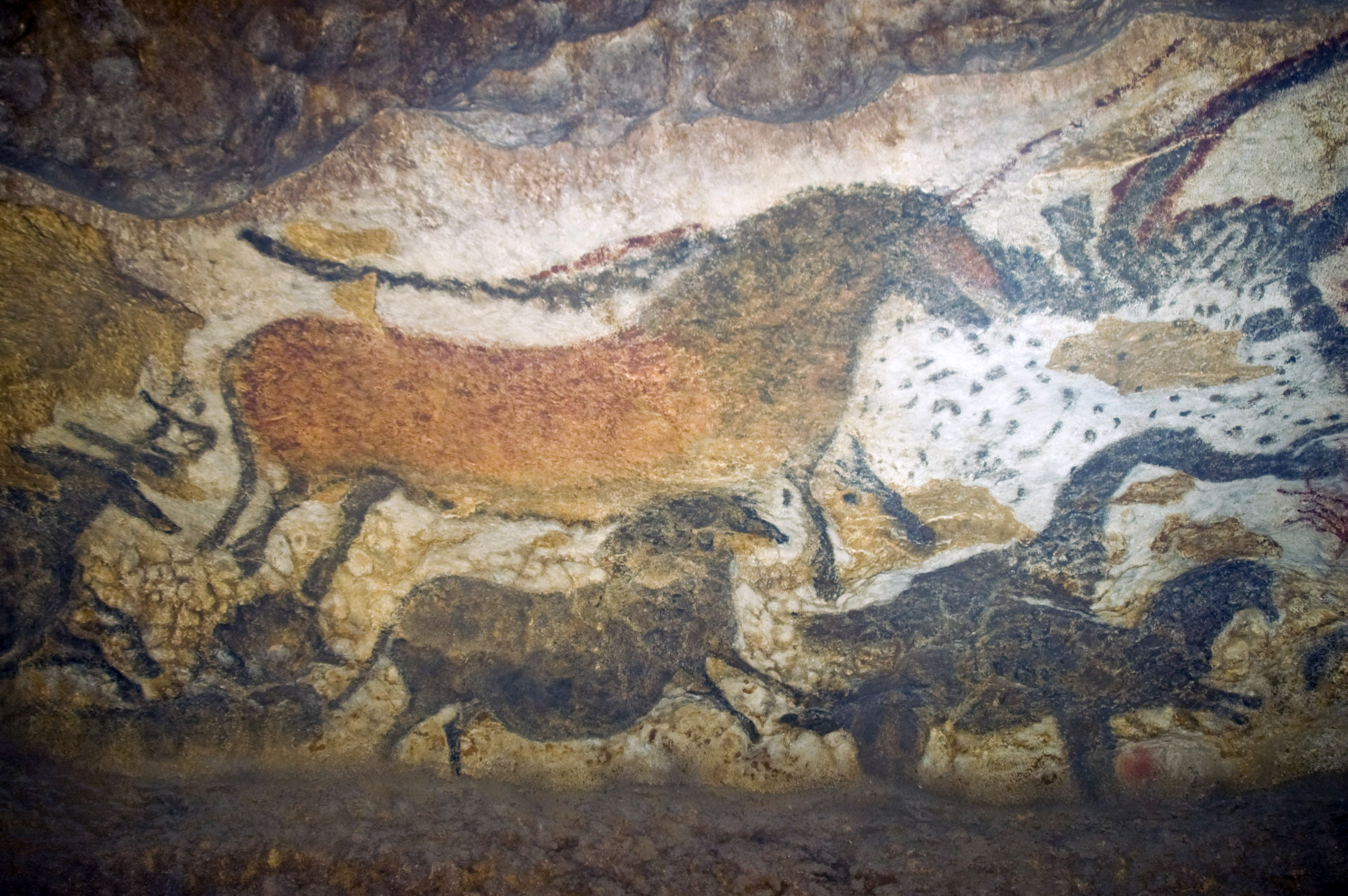
بازسازی بعضی نگاره‌های اصلی در لاسکو دو

غار در ۱۲ام سپتامبر سال ۱۹۴۰ توسط چهار نوجوان به نام‌های مارسل رویدا، ژاک مارسل، ژرژ آنیل، و سیمون کوئنکا و سگ مارسل به نام روبو کشف شد. مجموعه غار در سال ۱۹۴۸ برای بازدید همگان گشوده شد. در ۱۹۵۵، کربن دی‌اکسیدی که توسط ۱٬۲۰۰ بازدیدکننده در روز تولید می‌شد به وضوح باعث آسیب دیدن چندین نگاره شده بود. غار در سال ۱۹۶۳ بر روی بازدیدکنندگان بسته شد تا آثار هنری آن بازسازی شوند. پس از آنکه غار بسته شد، نقاشی‌ها به شکل طبیعی و آغازین خود برگردانده شدند. اتاق‌های درون غار با نام‌های «سرسرای گاوها»، «گذرگاه»، «دودکش»، «سالن کلیسا»، «صومعه»، و «اتاق گربه‌سانان» نامگذاری شدند.
لاسکوی دو (Lascaux II) که رونوشتی از اتاق‌های غار، شامل سرسرای بزرگ گاوها و گالری نگاره‌ها، بود در سال ۱۹۸۳ و در ۲۰۰ متری نگاره‌های اصلی گشایش یافت.